# Трънски отряд (1913)
 Тази статия е за отряда, действал през Междусъюзническата война.  За отряда от НОВА вижте Трънски партизански отряд.  
Трънският отряд е българска военно формирование, което действа през юни-юли 1913 г., по време на Междусъюзническата война, срещу сърбите в района на Трън.
На левия фланг на Трета българска армия, която прикрива софийското направление от сръбски атаки, отрядът воюва в труднопроходим планински терен с цел да проникне в долината на река Българска Морава и да прекъсне железопътната връзка между Сърбия и главните сръбски сили, съсредоточени в Македония.
В хода на бойните действия съставът на отряда търпи неколкократно промени. В първите дни на войната в него влизат Конната дивизия и 2-ра бригада от Първа пехотна софийска дивизия.
Опитът за настъпление с тези сили през Власина към Враня се проваля поради нерешителността на командващия конницата генерал Атанас Назлъмов и неуспешната атака на хребета Букова глава на 24 юни. Разтревожено, сръбското командване привлича значителни подкрепления в района. Впоследствие Конната дивизия е изтеглена в резерв при Кюстендил, а Трънският отряд е усилен с 1-ва бригада от Пета пехотна дунавска дивизия и 46-и пехотен полк и поставен под командването на генерал Павел Христов.
На 7 и 8 юли отрядът настъпва с все същата цел – прекъсване на железницата при Враня, като завладява една след друга височините Цвейна чука, Бубрежек и Плоча. В офанзивата срещу сръбските позиции на Букова глава и съседния хребет Панджин гроб се включва и 2-ра бригада от Пета пехотна дивизия, но и тези усилия са неуспешни заради слаба координация между атакуващите части и контраатака на сърбите откъм село Божица. Връх Букова глава е превзет след подновяване на атаките на 11 юли. Настъплението продължава още 3 дни без съществен напредък.
Макар и неефективен в осъществяването на преките си оперативни цели, с действията си Трънския отряд облекчава положението на българските армии в битките при Брегалница и при Калиманци. Опасявайки се за основната си снабдителна линия Ниш – Враня – Скопие, сръбското командване изтегля част от силите си от Македония и ги насочва към Сурдулица.